# Realme X50 Pro
El realme X50 Pro 5G es un teléfono inteligente de la empresa china Realme, lanzado en febrero de 2020.
El realme X50 Pro 5G viene con redes 5G en todos los espectros de todo el mundo. El teléfono se puede usar en países habilitados para 5G y experimentar altas velocidades. El teléfono inteligente tiene una pantalla Super AMOLED full-HD+ de 6,44 pulgadas con una frecuencia de actualización de 90 Hz, protegida por un Corning Gorilla Glass 5 en la parte superior.
El teléfono inteligente ejecuta la interfaz de usuario Realme basada en Android 10. Viene con una pantalla Full HD+ (1080x2400 píxeles) de 6,44 pulgadas con una frecuencia de actualización de 90 Hz. El teléfono inteligente funciona con Qualcomm Snapdragon 865 SoC, viene con 12 GB de RAM y 256 GB de almacenamiento integrado. El Realme X50 Pro 5G está equipado con una batería de 4200 mAh con tecnología de carga SuperDART (la versión de la marca Realme del SuperVOOC de Oppo) de 65 W.

## Colores
- Verde musgo
- Rojo óxido[6]